# ماهیچه چهارگوش کمری
ماهیچه چهارگوش کمری یا کوادراتوس لومبار (به انگلیسی: Quadratus lumborum) یکی از ماهیچه‌ای ناحیه کمری و دیواره پشتی شکم است که شکلی نامنظم و چهارسر دارد.
در جلوی این ماهیچه، پس‌روده (کولون)، کلیه‌ها و ماهیچه مازویی بزرگ (سوآس بزرگ) قرار دارند.
چنانچه از فردی که به صورت طاق‌باز خوابیده است بخواهید که لگنش را به قفسه سینه نزدیک نماید، با قرار دادن دست‌ها در ناحیه کمر فرد ممکن است بتوان این عضله را لمس نمود.

## کارکرد
عصب‌گیری آن از دوازدهمین عصب پشتی و شاخه‌های قدامی اعصاب کمری (ال۱ تا ال۴) می‌باشد و عمل آن برون‌خمش ستون مهره‌ها است.